# زلزال توتوري 1943
زلزال توتوري 1943 هو زلزالٌ وقعَ في توتوري، توتوري في اليابان بتاريخ 10 سبتمبر 1943.